# Taxi ma quái
Taxi ma quái (tiếng Hàn: 딜리버리맨; Tiếng Anh: Delivery Man) là một bộ phim truyền hình Hàn Quốc năm 2023 với sự tham gia diễn xuất của Yoon Chan-young, Bang Min-ah và Kim Min-seok. Đây là bộ phim truyền hình gốc của Genie TV và có sẵn để phát trực tuyến trên nền tảng của nó và trên TVING (ở Hàn Quốc), Viki và Viu ở một số khu vực được chọn. Phim cũng được phát sóng trên ENA từ ngày 1 tháng 3 đến ngày 6 tháng 4 năm 2023, thứ Tư và thứ Năm hàng tuần lúc 21:00 (KST) với 16 tập.

## Tóm tắt
Bộ phim là câu chuyện điều tra hài hước kể về một tài xế taxi thực hiện điều ước cuối cùng của các hồn ma.

## Diễn viên

### Chính
- Yoon Chan-young trong vai Seo Young-min, một tài xế taxi kiếm sống, điều hành một doanh nghiệp độc nhất vô nhị được gọi là "Taxi chỉ ma"[10][11]
- Bang Min-ah vai Kang Ji-hyun, một hồn ma bị mất trí nhớ[6]
- Kim Min-seok vào vai Do Gyu-jin, một bác sĩ đẹp trai với thông số kỹ thuật hoàn hảo[11]

### Phụ
- Kim Seung-soo vai Ji Chang-seok, thủ lĩnh đội phòng chống bạo lực tại Sở cảnh sát Dongpa[12]
- Park Hye-jin vai Park Bun-ja, bà của Young-min[12]
- Park Jeong-hak vai Kang Hyung-soo, bố của Ji-hyun[12]
- Heo Ji-na vai Kim Hee-yeon, y tá trưởng phòng cấp cứu của bệnh viện Daehun[13]
- Lee Hye-jung as Yoon So-ri, a new nurse at the emergency room of Daehun Hospital[12]
- Lee Gyu-hyeon as Kim Jeong-woo, y tá trong phòng cấp cứu của Bệnh viện Daehun[14]
- Ha Kyung as Lee Dong-wook, một pháp sư tài năng[12]

### Nhân vật khác
- Choi Tae-hwan vai Na Seok-jin, bạn của Young-min[15]
- Kim Seon-hyuk vai Kim Byung-cheol[16]
- Oh Su-jeong vai Park So-yeon[16]
- Moon Hee-kyung vai Park Kyung-hwa[16]
- Jo Mi-nyeo as Lee Eun-soo[17]
- Lee Hye-eun vai Kim Jin-sook[18]
- Park Sun-ho vai Kim Shin-woo[19]
- Kal So-won vai Choi Ha-yul[20]
- Shin Yi-joon vai Choi Mi-ra[20]
- Woo Tae-ha vai Baek Tae-woo[20]
- Shin Bi vai Yoon Ga-eun[20]
- Jang Seon-yul vai Choi Ha-jun[20]
- Kim Jung-tae vai Go Du-gang[21]
- Choi Cho-woo vai mẹ của Eun-soo[17]
- Kim Da-bi vai Oh Mi-kyung[22]
- Jung Jong-woo vai Gu-bong[23]

### Khách mời
- Jeon So-min vai một hồn ma[19]
- Jun Hyo-seong vai Go Se-ra[21]

## Tỉ suất lượt xem
| Mùa | Mùa | Số tập | Số tập | Số tập | Số tập | Số tập | Số tập | Số tập | Số tập | Số tập | Số tập | Số tập | Số tập |
| Mùa | Mùa | 1      | 2      | 3      | 4      | 5      | 6      | 7      | 8      | 9      | 10     | 11     | 12     |
| --- | --- | ------ | ------ | ------ | ------ | ------ | ------ | ------ | ------ | ------ | ------ | ------ | ------ |
|     | 1   | 311    | N/A    | 237    | N/A    | 275    | N/A    | 265    | N/A    | 227    | 228    | 226    | 253    |

| Ep. | Ngày phát sóng   | Tỉ lệ khán giả trung bình (Nielsen Korea) | Tỉ lệ khán giả trung bình (Nielsen Korea) |
| Ep. | Ngày phát sóng   | Nationwide                                | Seoul                                     |
| --- | ---------------- | ----------------------------------------- | ----------------------------------------- |
| 1 | 1 tháng 3, 2023  | 1.1% (19th)                               | N/A                                       |
| 2 | 2 tháng 3, 2023  | 0.7% (NR)                                 | N/A                                       |
| 3 | 8 tháng 3, 2023  | 1.0% (15th)                               | 1.078% (7th)                              |
| 4 | 9 tháng 3, 2023  | 1.0% (10th)                               | 1.114% (8th)                              |
| 5 | 15 tháng 3, 2023 | 1.0% (11th)                               | 1.181% (8th)                              |
| 6 | 16 tháng 3, 2023 | 1.0% (13th)                               | 1.111% (8th)                              |
| 7 | 22 tháng 3, 2023 | 1.1% (10th)                               | N/A                                       |
| 8 | 23 tháng 3, 2023 | 0.8% (NR)                                 | N/A                                       |
| 9 | 29 tháng 3, 2023 | 0.9% (13th)                               | N/A                                       |
| 10 | 30 tháng 3, 2023 | 1.3% (7th)                                | N/A                                       |
| 11 | 0.9% (NR)        |                                           | N/A                                       |
| 12 | 6 tháng 4, 2023  | 1.2% (10th)                               | 1.369% (9th)                              |
| Average | Average          | 1.0%                                      | —                                         |
| - In the table above, the blue numbers represent the lowest ratings and the red numbers represent the highest ratings. - N/A denotes ratings that were not published. - NR denotes that the series did not rank in the top 20 daily programs on that date. - This series aired on a cable channel/pay TV which normally has a relatively smaller audience compared to free-to-air TV/public broadcasters (KBS, SBS, MBC and EBS). |                  |                                           |                                           |